# 瑪格麗特·布朗
瑪格麗特·布朗（英語：Margaret Brown，1867年7月18日—1932年10月26日），死後稱為「永不沉沒的莫莉·布朗」（The Unsinkable Molly Brown），是一位美國社交名媛、慈善家和活動家。她最著名的事蹟是在鐵達尼號沉沒事故中，勸告6號救生艇上的船員返回沉沒區域尋找倖存者。在她的一生中，她的朋友稱她為「瑪姬」。當她去世時，訃告也稱她為「永不沉沒的布朗夫人」。1960年百老匯音樂劇《永不沉沒的布朗夫人》和1964年電影《翠谷奇鳳》都是基於她的傳說和事蹟來創作。

## 早年生活
1867年7月18日，瑪格麗特·托賓出生在密蘇里州漢尼拔密西西比河附近的兩室小屋，現在被稱為登克勒巷（Denkler's alley）。她的父母是愛爾蘭天主教移民約翰·托賓（John Tobin，1823年 - 1899年）和喬漢娜・柯林斯（Johanna Collins，1825年 - 1905年）。她的兄弟姐妹是丹尼爾·托賓（Daniel Tobin）、麥可·托賓（Michael Tobin）、威廉·托賓（William Tobin）和海倫·托賓（Helen Tobin）。瑪格麗特還有兩個同父異母姐妹——凱瑟琳·布里奇特·托賓（Catherine Bridget Tobin），是她父親的第一次婚姻和瑪麗·安·柯林斯（Mary Ann Collins）所生的女兒。
少女時期的她在加思煙草公司（Garth's Tobacco Company）當過剝煙女工。18歲時，瑪格麗特與哥哥丹尼爾、姐姐凱瑟琳、父親的前妻搬到科羅拉多州萊德維爾。瑪格麗特與哥哥共用一間兩室小木屋，她在一家百貨公司的家飾部門找到新工作。

## 婚姻和子女
在萊德維爾，她遇見了詹姆斯·約瑟夫·布朗，綽號「J.J.」，瑪格麗特形容他不是富翁，但是自學成才、有進取心。1886年9月1日，她與詹姆斯結婚。她說：
| “ | 我的理想對象是有錢人，但我喜歡吉姆[詹姆斯的愛稱]。我想讓父親感到寬慰，還有我決定保持單身，直到出現一個男人，可以給我渴望的男人。吉姆和我們一樣貧窮，生活中沒有更好的機會。在那些日子裡，我與自己努力奮鬥。 我愛吉姆，但他很窮。最後，比起一個有錢人，我還是決定和一個我愛的窮人結婚，所以我嫁給了吉姆·布朗。 | ” |

婚後兩人育有一對兒女——勞倫斯·帕爾默·布朗（Lawrence Palmer Brown，1887年 – 1949年）和凱瑟琳·艾倫·布朗（Catherine Ellen Brown，1889年 – 1969年），並在萊德維爾置產成家。在她的孩子還很小的時候，瑪格麗特參與了萊德維爾早期的女權主義運動以及全美婦女選舉權協會科羅拉多分會的建立。當《謝爾曼白銀採購法案》於1893年廢除時，萊德維爾陷入了經濟蕭條，失業率達到了九成。當時詹姆斯·布朗已經成為Ibex礦業公司（Ibex Mining Company）的負責人，他深信旗下的小強尼礦業（Little Jonny Mine）可以成為黃金生產商，他設計了一種木材和草捆方法來阻止坍塌，成功到達礦井深處的金礦。

## 金礦開採成功
到1893年10月29日，小強尼礦業每天運送135噸礦石，布朗一家獲得了巨大的財富，詹姆斯·布朗憑藉優秀採礦工程和開採大量純淨金礦的重要作用，獲得12,500股股票和董事會席位。多年來，他成為美國最成功的礦業富豪之一。為了協助萊德維爾的礦工家屬，瑪格麗特在一間粥廠工作。1894年，布朗一家在科羅拉多州丹佛市購買價值30,000美元的維多利亞式豪宅，並於1897年在貝爾克里克附近的丹佛西南部建造了一座避暑別墅（現今稱為亞弗卡別墅），為布朗一家提供了更多的社交機會。瑪格麗特成為丹佛婦女俱樂部的創始成員，其使命是倡導女性掃盲、再教育、選舉權和人權。瑪格麗特開始成為一名社交名媛、慈善家和活動家，她對藝術的熟悉程度很高，能說流利的法語、德語、義大利語和俄語。她與法國文化協會合作，在丹佛共同創立了一個分支機構，促進她對法國文化的熱愛。
瑪格麗特也籌集資金建造聖母無玷始胎聖殿主教座堂以及聖約瑟夫醫院，並與法官班·林賽合作幫助貧困兒童、建立了美國第一個少年法庭，最終成為現今美國少年司法系統的基礎。她也到紐約的卡內基研究所學習文學、語言和戲劇。除了撫養自己的兩個孩子外，她還養育了哥哥丹尼爾的三個女兒。結婚23年後，瑪格麗特和詹姆斯·布朗在1909年私下簽署了一份分居協議。雖然他們從未和解，但他們一生都在繼續溝通和照顧彼此。該協議給了瑪格麗特一筆現金收入、豪宅、避暑別墅，以及獲得每月700美元的津貼（幣值相當於現今的19,066美元），這筆津貼讓她得以繼續旅行和社會工作。

## 搭乘鐵達尼號

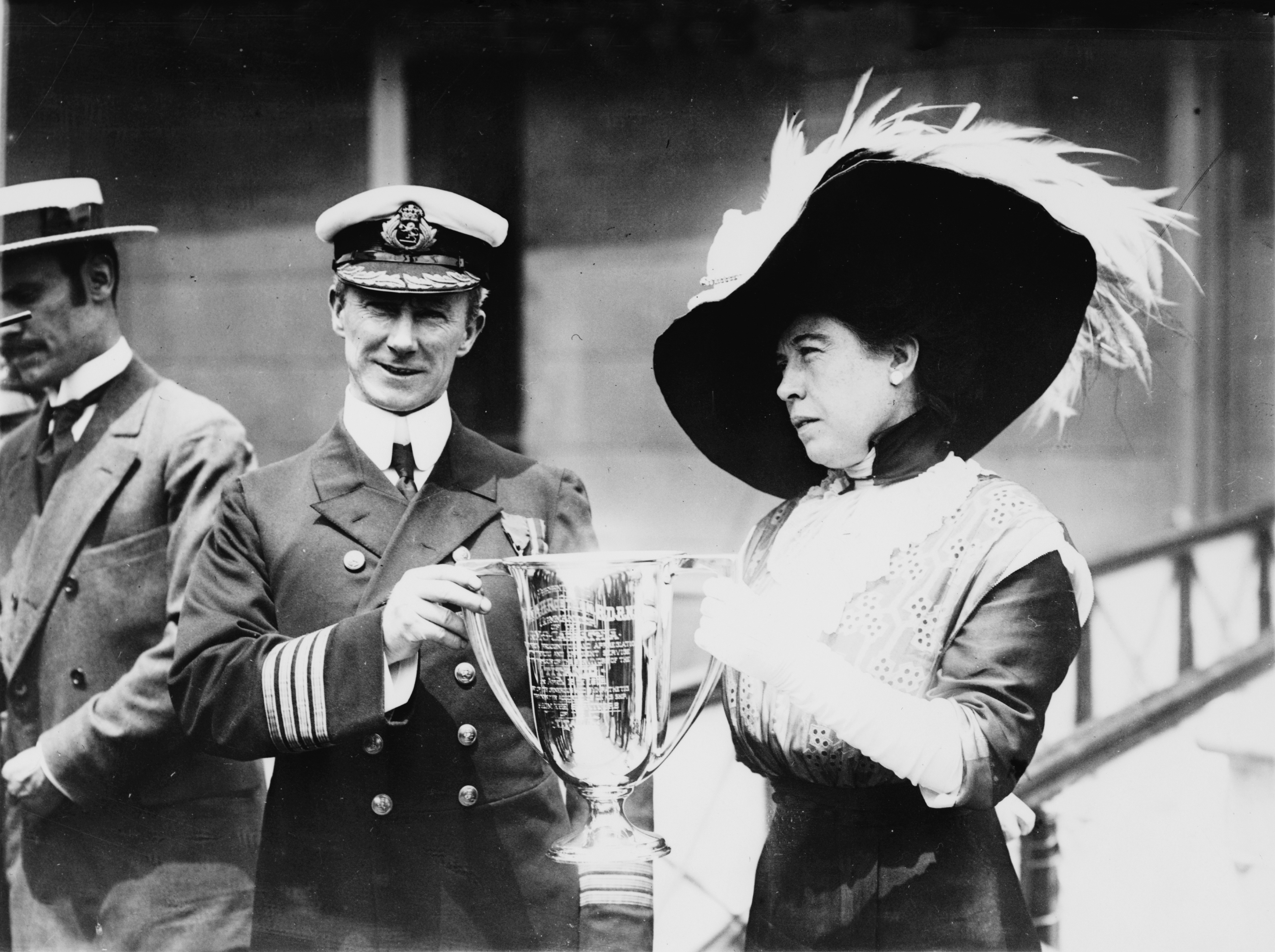
瑪格麗特·布朗代表鐵達尼號生還者，頒發獎盃給卡柏菲亞號船長亞瑟·羅斯特龍，表彰他的救援貢獻。

瑪格麗特一直在歐洲各地旅行。1912年，她在埃及開羅參加美國富豪約翰·雅各·阿斯特四世的派對；當時瑪格麗特得知長孫小勞倫斯·帕爾默·布朗（Lawrence Palmer Brown, Jr）病重的消息後，立即決定前往紐約，並預定了出航時間最早的船票——鐵達尼號。由於她的匆促決定，很少人（包括她的家人）知道瑪格麗特在鐵達尼號上。4月10日，瑪格麗特從法國瑟堡登船，她住在頭等艙E-23客房，船票號碼是17610，價格27英鎊14先令5便士。
4月14日，鐵達尼號與冰山擦撞後，瑪格麗特幫助他人登上救生艇；凌晨1時左右，船員說服她撤離鐵達尼號、登上了6號救生艇。瑪格麗特後來以「永不沉沒的布朗夫人」聞名於世，因為她幫助婦孺疏散、在救生艇上划船、並敦促6號救生艇返回事故現場拯救落海者。她的敦促遭到指揮該艇的舵手羅伯特·希琴斯強烈反對，這位舵手擔心如果他們划回去，救生艇會因為落海者的翻爬而翻覆。在多次試圖敦促希琴斯回頭之後，瑪格麗特威脅要把他扔到救生艇外。
然而，瑪格麗特最重要的貢獻發生在卡柏菲亞號上，她在那裡協助鐵達尼號生還者。當卡柏菲亞號抵達紐約港時，瑪格麗特的法語、德語和俄語的語言技能成為重要資產，她留在卡柏菲亞號上，直到所有鐵達尼號生還者都找到朋友、家人，獲得到醫療和緊急援助後才下船。瑪格麗特隨後幫助建立了生還者委員會，當選為主席，並為貧困生還者籌集了近1萬美元。1912年5月29日，作為生還者委員會主席，瑪格麗特向卡柏菲亞號船長亞瑟·羅斯特龍頒贈一個銀製愛心獎杯，並向每個卡柏菲亞號船員贈送一枚獎牌。瑪格麗特也幫助建立位於華盛頓特區的鐵達尼號紀念像、到位於哈利法克斯的罹難者墓地致哀，並繼續為生還者委員會服務。不過她特別沮喪，因為身為一名女性，美國參議院鐵達尼號沉沒調查不允許她在聽證會上作證。為了做出回應，她在丹佛、紐約和巴黎的報紙上發表自己的證詞。

## 晚年生活和逝世

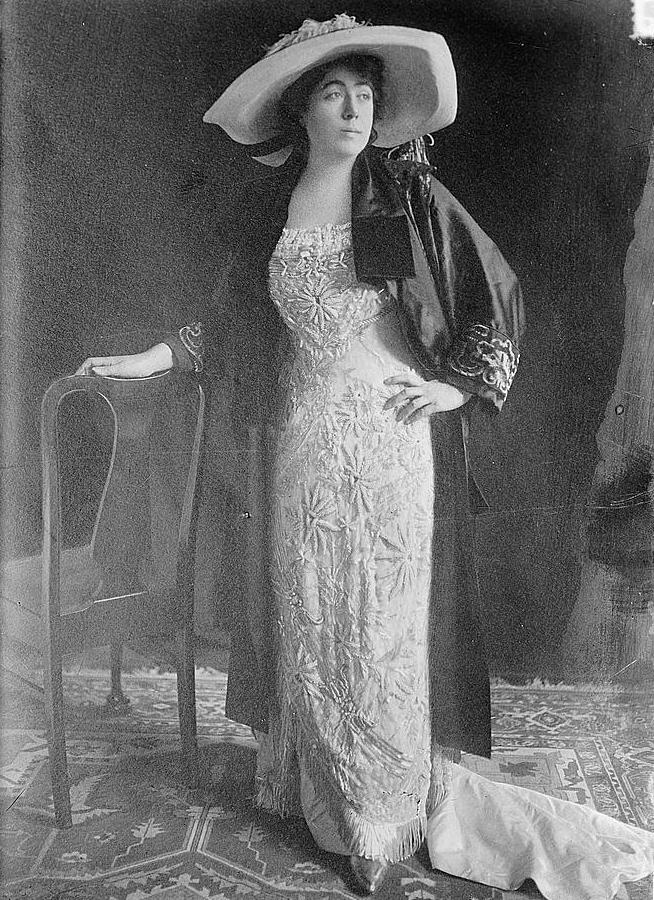
瑪格麗特·布朗的一幅肖像。

鐵達尼號沉沒事故之後，外界開始稱瑪格麗特為「鐵達尼號的女主角」。以此新名聲作為平台，她密切參與相關的問題——勞工權利、婦女權利、兒童教育、識字以及歷史保護。1914年，瑪格麗特競選美國參議員，是美國第一批競選政治職位的女性之一，甚至在女性參政權實現之前八年競選參議員。1914年7月25日，她與美國社交名媛阿爾瓦·貝爾蒙特一起在紐波特組織一次國際婦女權利會議，來自世界各地的人權活動家參加了會議。競選參議員的計畫因第一次世界大戰爆發而作罷。戰後，她與美法重建委員會合作，幫助重建前線背後的災區，並協助受傷的法國和美國士兵。
其夫婿詹姆斯·布朗於1922年9月5日去世，瑪格麗特告訴記者：「我從來沒有見過比詹姆斯·布朗更優秀、更宏大、更有價值的人」。詹姆斯·布朗沒有留下遺囑，瑪格麗特和她的兩個孩子之間產生爭執，五年後才解決這個問題。詹姆斯·布朗留下的房產價值為238,000美元，幣值相當於現今的3,405,340美元。瑪格麗特獲得20,000美元的現金和證券（幣值相當於現今的286,163美元）以及100,000美元信託基金（幣值相當於現今的1,430,815美元）的利息。她的兩個孩子獲得118,000美元，分別收到59,000美元（幣值相當於現今的844,181美元）信託基金。一項針對凱瑟琳和勞倫斯的法庭案件是私下解決的，在瑪格麗特去世時得到和解。在後來的幾年裡，瑪格麗特重新回到她早期對戲劇的迷戀，特別是莎拉·伯恩哈特，並在巴黎學習傳統戲劇；後來也在巴黎和紐約公開表演。1932年，她因「全面良好的公民身份」——其中包括協助組織法國聯盟、為鐵達尼號受害者和船員籌集資金的持續工作、在丹佛少年法庭上與本·林賽法官的合作，以及她在第一次世界大戰期間的救援工作，而獲得法國政府頒授法國榮譽軍團勳章。
1932年10月26日22時55分，瑪格麗特在紐約巴比松酒店房間內的睡夢中去世。隨後的屍檢發現腦腫瘤。她與詹姆斯·布朗埋葬在一起。1932年10月31日，舉行一個小型悼念儀式之後，在紐約聖路德公墓下葬，僅由家人參加，沒有悼詞。儘管「莫莉·布朗」的神話與瑪格麗特的行動主義和慈善精神有關，但其實和她的現實生活幾乎沒有什麼關係；瑪格麗特生前從未被世人稱為「莫莉」——這個名字是好萊塢發明的，源自於1930年代《丹佛郵報》記者傑納·福勒與作家卡羅琳·班克羅夫特（Carolyn Bancroft）共同創作了一本關於浪漫主義雜誌的虛構筆記，以多采文筆和煽情主義來撰寫，後來變成了一本小冊子。這個故事在1940年代受到各種廣播節目歡迎，並且改編為百老匯音樂劇《永不沉沒的布朗夫人》；1964年，成為由黛比·雷諾主演的米高梅電影《翠谷奇鳳》。甚至詹姆斯·卡麥隆1997年的賣座電影《鐵達尼號》也與瑪格麗特·布朗的真實故事關係不大，僅救生艇的部分有考據。在試圖導正「莫莉·布朗」的神話後，布朗家族最終退出了公眾視線，多年來一直拒絕與作家、記者或歷史學家交談。

## 文化描寫
- 瑟爾瑪·瑞特（英语：Thelma Ritter）（1953年）——《鐵達尼號》，瑪格麗特·布朗的名字改為莫·德揚（Maude Young），角色因為科羅拉多州的金礦業務成為礦業大亨
- 克蘿麗絲·利奇曼（1957年）——《電話時光（英语：Telephone Time）》單集「永不沉沒的莫莉·布朗」（電視劇）
- 塔克·馬克圭爾（英语：Tucker McGuire）（1958年）——《此夜永難忘》（電影）
- 塔米·格里米斯（英语：Tammy Grimes）（1960年）——《永不沉沒的布朗夫人（英语：The Unsinkable Molly Brown (musical)）》（百老匯音樂劇），塔米·格里米斯憑此贏得東尼獎
- 黛比·雷諾（1964年）——《永不沉沒的布朗夫人（英语：The Unsinkable Molly Brown (musical)）》（電影），黛比·雷諾憑此獲得奧斯卡最佳女主角獎提名
- 克蘿麗絲·利奇曼（1979年）——《鐵達尼號遇難記（英语：S.O.S. Titanic）》（電視劇）
- 菲奧娜拉·弗拉納根（1983年）——《航海家！（英语：Voyagers!）》單集「鐵達尼號的航海家」（電視劇）
- 馬里盧·亨納（英语：Marilu Henner）（1996年）——《鐵達尼號》（電視劇）
- 凱西·貝茲（1997年）——《鐵達尼號》（電影）
- 茱蒂·普列斯丁寧齊（英语：Judy Prestininzi）（2003年）——《深淵遊魂（英语：Ghosts of the Abyss）》（紀錄片）
- 琳達·凱希（英语：Linda Kash）（2012年）——《鐵達尼號（英语：Titanic (2012 miniseries)）》（電視劇）

## 外部連結
- Unsinkable: the Molly Brown Story （页面存档备份，存于）
- Margaret Brown On Titanic-Titanic.com
- Margaret Brown Death Certificate On Titanic-Titanic.com
- List of passengers and crew of RMS Titanic
- 在Find a Grave上的瑪格麗特·布朗
- Molly Brown House Museum, Denver （页面存档备份，存于）
- Book, Molly Brown: Unraveling the Myth （页面存档备份，存于）
- Margaret Brown Titanic Pages biography （页面存档备份，存于）
- 1920 passport photo of Margaret "Molly" Brown （页面存档备份，存于） (courtesy flickr.com)
- Colorado Women's Hall of Fame